# Rosa rhaetica
Rosa rhaetica är en rosväxtart som beskrevs av August Gremli.
Rosa rhaetica ingår i släktet rosor och familjen rosväxter.

## Underarter
Arten delas in i följande underarter:
- Rosa rhaetica thermalis
- Rosa rhaetica typica
- Rosa rhaetica castelli
- Rosa rhaetica homoeacantha
- Rosa rhaetica levieri
- Rosa rhaetica levieri
- Rosa rhaetica taraspensis
- Rosa rhaetica villosa
- Rosa rhaetica killiasii
- Rosa rhaetica rupifraga
- Rosa rhaetica burmiensis
- Rosa rhaetica intermedia
- Rosa rhaetica hispida
- Rosa rhaetica cadolensis
- Rosa rhaetica grandifrons
- Rosa rhaetica subhispida
- Rosa rhaetica subvillosa
- Rosa rhaetica schulzeana